# Villach
Villach (în slovenă Beljak) este al doilea oraș ca mărime din Carintia (Kärnten) în sudul Austriei, pe râul Drava. În 2023 avea 65.127  locuitori.

## Istorie
Cele mai vechi urme ale acestei așezări umane datează din 3500 î.C. Multe dintre artefactele romane se găsesc aici. Villach a avut primul primar al său în secolul XVI. În 1348 un cutremur a distrus mare parte din Villach, după care s-a mai înregistrat unul în 1690. Au existat și câteva incendii aici, care au distrus multe clădiri. În timpul lui Napoleon orașul a fost ocupat de Franța. A fost recucerit în 1813.